# Meryeta O'Dine
Meryeta O'Dine (Victoria (Brits-Columbia), 24 februari 1997) is een Canadese snowboardster. Ze vertegenwoordigde haar vaderland op de Olympische Winterspelen 2022 in Peking.

## Carrière
Bij haar wereldbekerdebuut, in maart 2015 in La Molina, scoorde O'Dine direct wereldbekerpunten. In februari 2016 behaalde de Canadese in Bokwang haar eerste toptienklassering in een wereldbekerwedstrijd. In februari 2017 stond ze voor de eerste maal in haar carrière op het podium van een wereldbekerwedstrijd. Op de FIS wereldkampioenschappen snowboarden 2017 in de Spaanse Sierra Nevada wist O'Dine niet te finishen in de kwalificatie. De Canadese werd geselecteerd voor de Olympische Winterspelen van 2018 in Pyeongchang. Maar kon door een blessure, opgelopen tijdens een training op de olympische piste, niet in actie komen.
In Park City nam ze deel aan de FIS wereldkampioenschappen snowboarden 2019. Op dit toernooi eindigde ze als dertiende op de snowboardcross, in de landenwedstrijd eindigde ze samen met Éliot Grondin op de tiende plaats. Op de FIS wereldkampioenschappen snowboarden 2021 in Idre Fjäll eindigde O'Dine als veertiende op de snowboardcross, samen met ́́́Éliot Grondin eindigde ze als dertiende in de landenwedstrijd. Tijdens de Olympische Winterspelen van 2022 in Peking veroverde de Canadese de bronzen medaille op de snowboardcross, in de landenwedstrijd legde ze samen met Éliot Grondin beslag op de bronzen medaille.

## Resultaten

### Olympische Winterspelen
| Jaar | Plaats      | Resultaten                           |
| ---- | ----------- | ------------------------------------ |
| 2018 | Pyeongchang | DNS Snowboardcross                   |
| 2022 | Peking      | Snowboardcross · Snowboardcross team |

### Wereldkampioenschappen
| Jaar | Plaats        | Resultaten                                 |
| ---- | ------------- | ------------------------------------------ |
| 2017 | Sierra Nevada | DNF Snowboardcross                         |
| 2019 | Park City     | 13e Snowboardcross 10e Snowboardcross team |
| 2021 | Idre Fjäll    | 14e Snowboardcross 13e Snowboardcross team |

### Wereldbeker
Eindklasseringen
| Seizoen   | SBX |
| --------- | --- |
| 2014/2015 | 23e |
| 2015/2016 | 21e |
| 2016/2017 | 12e |
| 2017/2018 | 11e |
| 2018/2019 | 14e |
| 2019/2020 | 15e |
| 2020/2021 | 21e |